# Interplay娱乐
Interplay娱乐公司（英普雷公司）是美国的一家电子游戏发行与开发公司。创始于1983年。他们发行了很多著名的角色扮演类游戏，如：冰风谷系列、博德之门系列、異塵餘生系列、异域镇魂曲等。

## 工作室

### 已停业的工作室
- 14 Degrees East[2]
- 黑島工作室
- 藍天軟件
- Brainstorm[3]
- Digital Mayhem[4]
- FlatCat[5]